# Aleksandr Benois
Aleksandr Nikolàievitx Benois (rus: Алекса́ндр Никола́евич Бенуа, també anomenat Alexander Benois) (3 de maig de 1870, Sant Petersburg - 9 de febrer de 1960, París) artista influent, crític d'art, historiador, conservacionista, i membre fundador Mir iskusstva. La seva influència en el ballet modern i l'escenografia es considera bàsica.
Nat en el si de la família Benois, membres prominents del segle xix i primers segle XX intelligentsia rusa. El pare d'Alexandre Nicholas Benois i el germà Leon Benois foren notables arquitectes. Alexandre no planejava dedicar la seva vida a art i es graduava en Dret a la Universitat De Sant Petersburg el 1894. Tres anys més tard, mentre era a Versalles, pintava una sèrie d'aquarel·les que descrivien els Últims Passeigs de Lluís XIV. Aquests treballs, exhibits per Pavel Tretyakov el 1897, cridaren l'atenció de Sergei Diaghilev i Leon Bakst. Junts fundaven la revista d'art i moviment Mir iskusstva que apuntava cap a promoure el Moviment Estètic i l'Art Nouveau a Rússia.
Durant la primera dècada del segle xx, Benois continuava editant iskusstva Mir però també seguia altres interessos. Es preparava i publicava unes quantes monografies vers l'art rus del segle xix i Tsàrskoie Seló. Des de 1918 a 1926, dirigia la galeria d'Antics Mestres al Ermitage. El 1903, Benois feia les il·lustracions per a El cavaller de Bronze d'Aleksandr Puixkin.
El 1901, Benois és nomenat director escènic del Teatre Mariïnski. Des de llavors, dedicava gran part del seu temps de planejar dissenys i decorats. Conjunts i vestits que dissenyava per produccions dels Ballets Russos com Les Sylphides (1909), Giselle (1910), i Petruixka (1911) són comptats entre els seus triomfs més grans. Encara que treballava principalment amb Diaghilev per als Ballets Russos, col·labora simultàniament amb el Teatre D'art De Moscou i altres teatres d'Europa.
El fill del seu germà Albert, Nikolai, estava casat amb la cantant d'òpera Maria Kuznetsova. Era l'oncle d'artistes russos Eugene Lanceray i Zinaida Serebriakova, i besoncle de Sir Peter Ustinov.
Les seves Memòries foren publicades en dos volums el 1955.

## Treballs

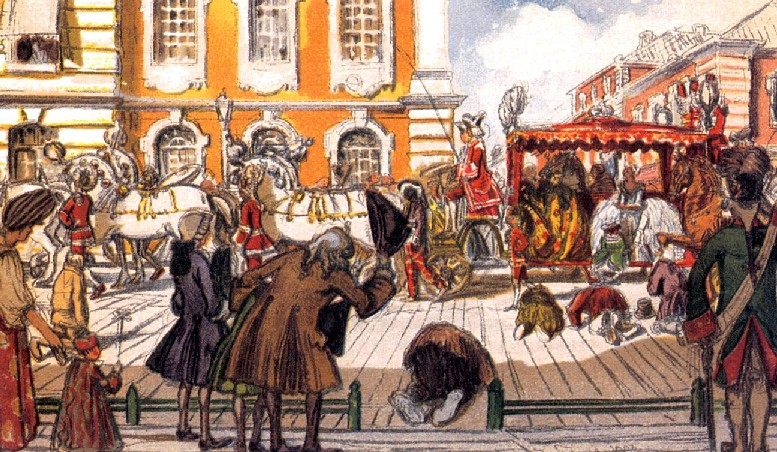
Passeig de l'Emperadriu Elizabet a través dels Carrers Nobles de St. petersburg, 1903
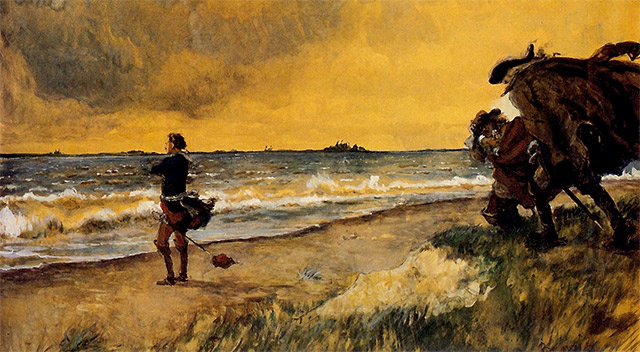
Meditant Pere el Gran meditant la idea de construir sant Petersburg a la Costa del Mar Bàltic
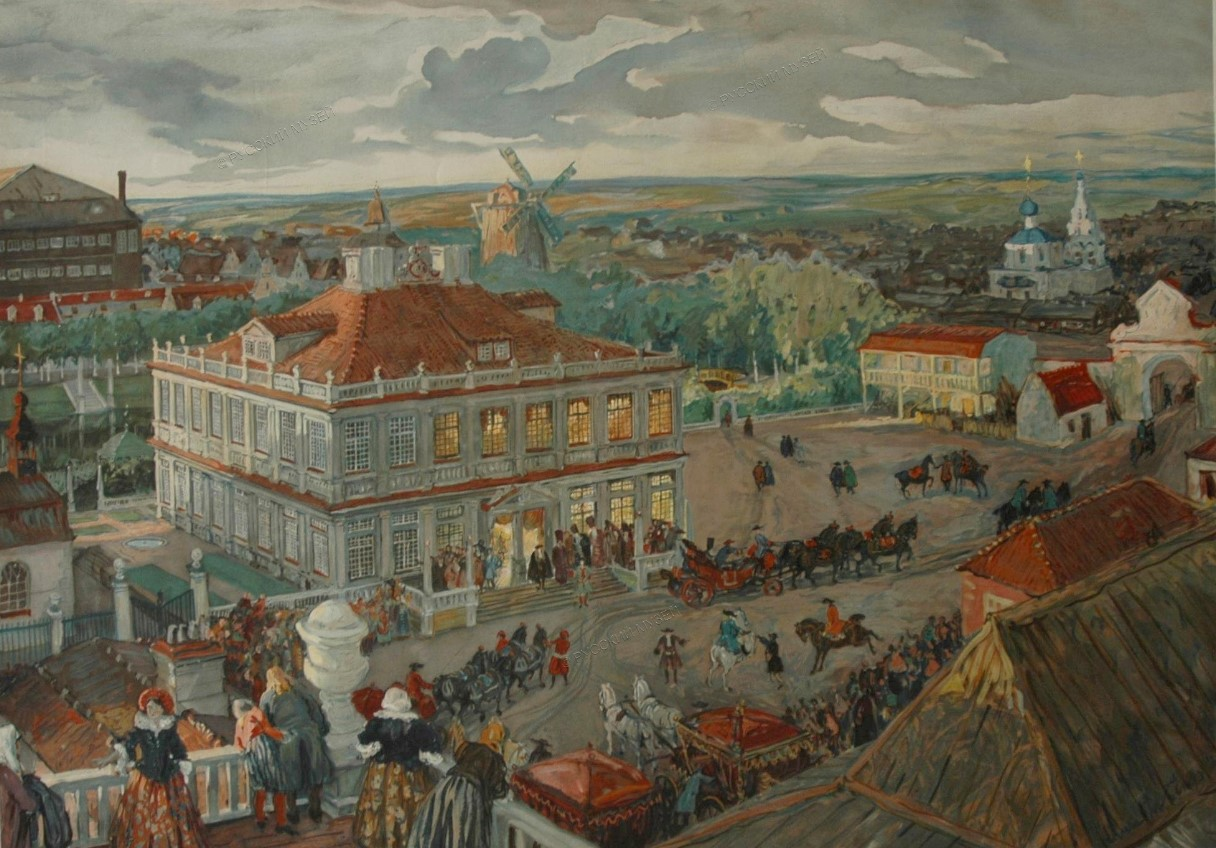
En el quarter alemany, 1911